# Brežnica
Brežnica je hrvatska rijeka u Vukovarsko-srijemskoj županiji, desna pritoka Spačve. Izvire u blizini Bošnjaca i granica Bosne i Hercegovine. Rijeka ne protječe ni kroz jedno naselje. Duga je 20,8 km.